# Carl Erik Ekmarck
Carl Erik Ekmarck, född 1784, död 1846, var en svensk publicist och översättare. Han var bror till Lars August Ekmarck och Jon Ulrik Ekmarck.
Efter tjänstgöring i Kunglig Majestäts kansli och i Krigskollegium erhöll han avsked med assessors fullmakt och slog sig ned som boktryckare i Strängnäs, där han bland annat utgav den konservativa Strengnäs weckoblad 1825-1828 och dess efterföljare Samlaren 1829-1845, liksom Södermanlands och Nerikes nyheter (1845-1846).

## Skrifter (urval)
- Öfwersigt af Swea rikes historia ifrån konung Carl XII:s död till 1772 års revolution, eller Striden mellan konunga-makten och aristokratiska mång-herre-wäldet i Swerige ifrån år 1718 (Strengnäs, 1836)
- De constitutionella tidningarnes strid mot den falska liberalismen år 1835 (Strängnäs, 1836)

Översättningar
- Joachim Heinrich Campe: Robinson den yngre (Strengnäs, 1815)
- Friedrich Schlegel: Den sköna Euryanthes af Savoyen historia (Strengnäs, 1818)
- Adam Oehlenschläger: Berättelser (Strengnäs, 1818-1819)
- Brudgåfwa till alla älskwärda hustrur, som wilja winna och bibehålla sina mäns kärlek och trohet (Strengnäs, 1819)
- Achim von Arnim: De tre älskvärda systrarna och den lyckliga färgaren (Strengnäs, 1820)
- Luise Hölder: Robinson den yngres återresa med sina barn till sin ö, och deras wistande derstädes (Strengnäs, 1823)
- Gottfried Immanuel Wenzel: Konsten att bibehålla helsa, styrka och skönhet; grundad på de af naturen utstakade lagar (Die Kunst gesund, jugendlich, stark und schön auch im Alter zu bleiben) (Strengnäs, 1825)
- Jacob Friedrich Feddersen: Lefnads-reglor för christeliga egta makar, föräldrar och husfäder, som wilja rätt uppfylla sina pligter och lägga en säker grund för sin husliga sällhet, timliga lycka och ewiga salighet (Strengnäs, 1828)
- Jacob Friedrich Feddersen: Lefnads-reglor för ungdom och tjenstfolk, som wilja winna sin egen och medmänniskors aktning och förtroende, samt lägga den pålitligaste grund för en lycklig och lugn framtid (Strengnäs, 1830)
- Ludwig Christian Lichtenberg: Kapiten James Cook's märkwärdiga lefnad (Strengnäs, 1834)
- Läsning i förtroliga sällskapskretsar (Strengnäs, 1835)